# Dmitrij Syrejsjtjikov
Dmitrij Petrovitj Syrejsjtjikov (ryska: Дмитрий Петрович Сырейщиков), född 29 januari 1868 i Moskva, Kejsardömet Ryssland, död där 20 oktober 1932, var en rysk botaniker.